# (6645) Arcetri
(6645) Arcetri ist ein Asteroid des äußeren Hauptgürtels, der am 11. Januar 1991 von der US-amerikanischen Astronomin Eleanor Helin am Palomar-Observatorium (IAU-Code 675) auf dem Gipfel des Palomar Mountain etwa 80 Kilometer nordöstlich von San Diego in Kalifornien entdeckt wurde.
Der Asteroid wurde am 26. Oktober 1996 nach dem Arcetri-Observatorium in Arcetri in den Außenbereichen von Florenz in Italien benannt, das 1872 wegen der zunehmenden Lichtverschmutzung von Giambattista Donati aus der Stadtmitte von Florenz an seinen heutigen Standort verlegt wurde.
(6645) Arcetri gehört zur Themis-Familie, einer Gruppe von Asteroiden, die nach (24) Themis benannt wurde.